# Monumenta artis musicae Sloveniae
Monumenta artis musicae Sloveniae (Abk. MAMS) ist eine wissenschaftliche Reihe mit Werken älterer slowenischer Musik. Sie erscheint seit 1983, seit 2001 bei Založba ZRC (ZRC Publishing House) in Ljubljana. Derzeitiger Herausgeber ist Metoda Kokole. Sie enthält Kompositionen von der Renaissance bis in die Gegenwart. Eine Supplementreihe erscheint seit 2008. Das Institut für Musikwissenschaft publiziert die Reihe mit finanzieller Unterstützung des Kultusministeriums der Republik Slowenien und der Slowenischen Akademie der Wissenschaften.

## Inhaltsübersicht
- 1. Sonate a tre / Amandus Ivančič 1983
- 2. Soboles musica Druga izdaja
- 2a. Soboles musica / Second Edition / Daniel Lagkhner 1995
- 3. Simfonije za dve violini in bas Symphonies for two violins and bass / Amandus Ivančič 1984
- 4. Missa Villana Druga izdaja
- 4a. Missa Villana Second Edition / Janez Krstnik Dolar 1995
- 5. Opus musicum I/1 In adventu Domini nostri Iesu Christi / Iacobus Gallus [Jacobus Gallus] 1985
- 6. Opus musicum I/2 De nativitate, circumcisione et epiphania Domini / Iacobus Gallus [Jacobus Gallus] 1985
- 7. Opus musicum I/3 / A dominica septuagesimae per quadragesimam de poenitentia / Iacobus Gallus [Jacobus Gallus] 1986
- 8. Opus musicum II/1 De passione Domini nostri Iesu Christi / Iacobus Gallus [Jacobus Gallus] 1986
- 9. Opus musicum II/2 Lamentationes Ieremiae Prophetae / Iacobus Gallus [Jacobus Gallus] 1986
- 10. Opus musicum II/3 / De resurrectione et ascensione domini ... / Iacobus Gallus [Jacobus Gallus] 1987
- 11. Opus musicum II/4 De spiritu sancto / Iacobus Gallus [Jacobus Gallus] 1987
- 12. Opus musicum III/1 / De sancta trinitate et de corpore Christi / Iacobus Gallus [Jacobus Gallus] 1988
- 13. Opus musicum III/2 / In dedicatione templi et a dominica ... Iacobus Gallus [Jacobus Gallus] 1988
- 14. Opus musicum IV/1 Harmoniae octo vocum / Iacobus Gallus [Jacobus Gallus] 1989
- 15. Opus musicum IV/2 / Harmoniae sex vocum / Iacobus Gallus [Jacobus Gallus] 1989
- 16. Opus musicum IV/3 / Harmoniae quinque / Iacobus Gallus [Jacobus Gallus] 1990
- 17. Opus musicum IV/4 / Harmoniae quatuor vocum / Psalmi omnibus ... / Iacobus Gallus [Jacobus Gallus] 1990
- 18. Selectiores quaedam missae, Liber I / Jacobus Gallus [Iacobus Gallus] 1991
- 19. Selectiores quaedam missae, Liber II / Jacobus Gallus [Iacobus Gallus] 1991
- 20. Selectiores quaedam missae, Liber III / Jacobus Gallus [Iacobus Gallus] 1991
- 21. Selectiores quaedam missae, Liber IV / Jacobus Gallus [Iacobus Gallus] 1991
- 22. Missa sopra la bergamasca / Druga dopolnjena izdaja
- 22a. Missa sopra la bergamasca / 2nd revised edition / Janez Krstnik Dolar 1997
- 23. Psalmi Druga dopolnjena izdaja / Psalms
- 23a 2nd revised edition / Janez Krstnik Dolar 1997
- 24. Moteti Motets / Georgius Prenner - Pyrenaeus Carniolus 1994
- 25. Balletti / Sonate / Druga dopolnjena izdaja
  - 25a Balletti / Sonate / 2nd revised edition / Janez Krstnik Dolar 2004
- 26. Harmoniae morales  Iacobus Gallus [Jacobus Gallus] 1995
- 27. Moralia / Iacobus Gallus [Jacobus Gallus] 1995
- 28. V rokopisu ohranjene skladbe / Compositions preserved in manuscript / Iacobus Gallus [Jacobus Gallus] 1996
- 29. Missa Viennensis / Janez Krstnik Dolar 1996
- 30. Musicalische Ehrenfreudt (1618) / Isaac Posch 1996
- 31. Musicalische Tafelfreudt (1621) / Isaac Posch 1996
- 32. Neue teutsche Lieder (1588) / Der erste Theil newer teutscher Gesänge (1593) / Wolfgang Striccius 1997
- 33. Flosculus vernalis (1621) / Gabrijel Plavec 1997
- 34. Flores Jessaei (1606) / Florum Jessaeorum (1607) / Daniel Lagkhner 1998
- 35. Harmonia concertans (1623) / Isaac Posch 1998
- 36. Arije in dueti / Arias and duets / Jakob Frančišek Zupan 1999
- 37. Missa in B / Venceslav Wratny 2000
- 38. Te deum laudamus / Lythaniæ in G / Missa ex C / Missa in B / Jakob Frančišek Zupan 2006
- 39. Missa in A / Venceslav Wratny 2000
- 40. Sacri Concentus (1614) / Pungenti dardi spirituali (1618) / Gabriello Puliti 2001
- 41. Missa in G / Venceslav Wratny 2001
- 42. Lilia convallium (1620) / Sacri accenti (1620) / Gabriello Puliti 2002
- 43. Missa St. Floriani in D / Leopold Ferdinand Schwerdt 2002
- 44. Baci ardenti (1609) / Armonici accenti (1621) / Gabriello Puliti 2003
- 45. Missa pro Resurrectione D.N.J.C. in Es / Leopold Ferdinand Schwerdt 2003
- 46. Ghirlanda odorifera (1612) / Gabriello Puliti 2004
- 47. Figaro / Cantate zum Geburts oder Namensfeste einer Mutter / Janez Krstnik Novak 2004
- 48. Il secondo libro delle messe 1642. Gabriello Puliti 2006
- 49. Missa pastorale op. 93. Leopold Ferdinand Schwerdt 2006
- 50. Sacræ modulationes (1600). Gabriello Puliti 2006
- 51. Il primo libro di napolitane che si cantano et sonano in leuto (1570) / Il secondo libro delle napolitane a tre voci (1571). Giacomo Gorzanis 2007
- 52. Simphonia grande in G / František Josef Benedikt Dusik 2007
- 53. Skladbe za lutnjo / Intabolatura di liuto. Libro primo (1561) / Compositions for Lute / Intabolatura di liuto. Libro primo (1561) / Giacomo Gorzanis 2011
- 54. Integra omnium solemnitatum vespertina psalmodia (1602). Gabriello Puliti 2008
- 55. Priredbe skladb za glasbila s tipkami / Compositions in keyboard intabulation. Jacobus Gallus [Iacobus Gallus] 2009
- 56. Serenada za orkester na lok / Serenade for string orchestra / Benjamin Ipavec 2010
- 57. Glasba v Kopru v 17. stoletju / Music in seventeenth-century Koper / Hrsg. Metoda Kokole 2012

Supplement (S)
- S1. Tri intabulacije motetov za glasbila s tipkami / Three Motet Intabulations for Keyboard Instruments / Georgius Prenner - Pyrenaeus Carniolus 2011
- S2. Pet motetov / Five motets / Isaac Posch 2008
- S3. Sonate pour le piano-forte avec accompagnement de violon / Matej Babnik 2008